# Composition Aubette
Composition Aubette (en valencià: Composició Aubette) és un quadre realitzat per l'artista suïssa Sophie Taeuber-Arp, pintat en Zúric en l'any 1927. Actualment forma part de la col·lecció de l'IVAM.

## Context
L'obra va ser creada, com indica el seu títol, per al projecte comú de rehabilitació i decoració del Café Aubette d'Estrasburg, un edifici construït en 1765 i reconstruït en 1870 perquè va sofrir un incèndi. En 1921, l'ajuntament va portar endavant un projecte per convertir l'edifici en un espai polivalent, dedicat a l'oci i entreteniment que incloïa cafeteries, una sala de reunions i una sala de cine. Els encarregats de dur el projecte endavant foren els germans André i Paul Horn, que encomanaren el disseny de l'edifici a Sophie Taeuber, qui va haver de compartir-lo amb la seua parella Jean Arp, per les dificultats per vindre i per la seua estada en Zuric. A més, per a assegurar-se que en l'àmbit arquitectònic tot fos bé, reclutaren a Theo Van Doesburg, un dels cofundadors de De Stijl (1917), la revista del moviment d'avantguardes: el Neoplasticisme. L'edifici es va estructurar fonamentant-se en els principis d'aquest moviment d'unificació de l'art a la construcció, de manera que l'organització havia de ser funcional.

## Descripció
La pintura de S.Taeuber-Arp és un oli sobre pavatex i marc de fusta, la composició de l'obra es basa en formes geomètriques, quadres i rectangles, sintetitzant el llenguatge i l'estètica neoplasticista. Els color que va utilitzar l'artista a l'obra són colors primaris: roig, negre, verd i gris sobre fons blanc. Aquesta elecció de colors al·lega a la cerca de contrastos i harmonies, ja que, lluny d'usar la policromia com a element decoratiu va partir d'experiments que havia realitzat amb anterioritat en treballs tèxtil per a plantejar el disseny com si es tractara d'un llenç.
L'abstracció i l'ús de formes geomètriques bàsiques sintetitzen, ni més ni menys el llenguatge visual de l'artista i els objectius aconseguits. Aquesta peça il·lustra la implementació, de manera un poc inconscient, del que, gràcies a la destresa de l'artesana, l'exquisida habilitat de repercussió amb el ritme, les proporcions de les formes i els valors del material i del color.
En febrer de 1928 es va inaugurar L'Aubette, però el treball de Taeuber-Arp va quedar ocultat pel paper de Theo Van Doesburg, qui es va emportar el protagonisme del resultat. Deu anys després de la inauguració la cafeteria va ser sotmesa a un recondicionament i la major part les obres realitzades pels tres artistes (Sophie Taeuber-Arp, Jean Arp i Theo Van Doesburg) van ser destruïdes.